# Afroestricus chiastoneurus
Afroestricus chiastoneurus là một loài ruồi trong họ Asilidae. Afroestricus chiastoneurus được Speiser miêu tả năm 1910.